# Eternal Flame
Eternal Flame ist eine Popballade der Band The Bangles, die 1988 von Susanna Hoffs, Tom Kelly und Billy Steinberg geschrieben wurde. Der Song erschien auf dem Album Everything und wurde am 20. Januar 1989 als Single veröffentlicht.

## Geschichte
Der Titel entstand bei einem Ausflug der Songwriter nach Graceland; er wurde durch die Ewige Flamme inspiriert. Das Stück wurde in den USA, dem Vereinigten Königreich, Irland, Australien, den Niederlanden, Belgien, Norwegen und Schweden ein Nummer-eins-Hit.
2001 veröffentlichten Atomic Kitten eine Coverversion, die ebenfalls ein internationaler Nummer-eins-Hit wurde.

## Kommerzieller Erfolg

### Chartplatzierungen
| ChartsChartplatzierungen       | Höchstplatzierung | Wochen |
| ------------------------------ | ----------------- | ------ |
| Deutschland (GfK)              | 4 (23 Wo.)        | 23     |
| Österreich (Ö3)                | 3 (18 Wo.)        | 18     |
| Schweiz (IFPI)                 | 2 (19 Wo.)        | 19     |
| Vereinigte Staaten (Billboard) | 1 (19 Wo.)        | 19     |
| Vereinigtes Königreich (OCC)   | 1 (18 Wo.)        | 18     |

| ChartsJahrescharts (1989)      | Platzierung |
| ------------------------------ | ----------- |
| Deutschland (GfK)              | 15          |
| Österreich (Ö3)                | 10          |
| Schweiz (IFPI)                 | 5           |
| Vereinigte Staaten (Billboard) | 32          |

### Auszeichnungen für Musikverkäufe
| Land/Region                  | Auszeichnungen für Musikverkäufe (Land/Region, Auszeichnung, Verkäufe) | Verkäufe  |
| ---------------------------- | ---------------------------------------------------------------------- | --------- |
| Australien (ARIA)            | Platin                                                                 | 70.000    |
| Frankreich (SNEP)            | Silber                                                                 | 125.000   |
| Niederlande (NVPI)           | Platin                                                                 | 100.000   |
| Spanien (Promusicae)         | Gold                                                                   | 30.000    |
| Vereinigte Staaten (RIAA)    | Gold                                                                   | 500.000   |
| Vereinigtes Königreich (BPI) | Platin                                                                 | 600.000   |
| Insgesamt                    | 1× Silber · 2× Gold · 3× Platin ·                                      | 1.425.000 |

## Coverversionen

### Rollergirl-Version
Die deutsche Sängerin Rollergirl veröffentlichte 2000 eine Dance-Version des Liedes. Diese konnte sich in Deutschland und in der Schweiz platzieren.
| ChartsChartplatzierungen | Höchstplatzierung | Wochen |
| ------------------------ | ----------------- | ------ |
| Deutschland (GfK)        | 40 (5 Wo.)        | 5      |
| Schweiz (IFPI)           | 87 (1 Wo.)        | 1      |

### Atomic Kitten-Version
Im Jahr 2001 veröffentlichte die britische Girlgroup Atomic Kitten eine Coverversion, welche sich europaweit in den Charts platzieren konnte.
Chartplatzierungen
| ChartsChartplatzierungen     | Höchstplatzierung | Wochen |
| ---------------------------- | ----------------- | ------ |
| Deutschland (GfK)            | 5 (14 Wo.)        | 14     |
| Österreich (Ö3)              | 3 (17 Wo.)        | 17     |
| Schweiz (IFPI)               | 9 (19 Wo.)        | 19     |
| Vereinigtes Königreich (OCC) | 1 (20 Wo.)        | 20     |

| ChartsJahrescharts (2001) | Platzierung |
| ------------------------- | ----------- |
| Deutschland (GfK)         | 44          |
| Österreich (Ö3)           | 22          |
| Schweiz (IFPI)            | 59          |

Auszeichnungen für Musikverkäufe

| Land/Region                  | Auszeichnungen für Musikverkäufe (Land/Region, Auszeichnung, Verkäufe) | Verkäufe |
| ---------------------------- | ---------------------------------------------------------------------- | -------- |
| Belgien (BRMA)               | Gold                                                                   | 25.000   |
| Frankreich (SNEP)            | Gold                                                                   | 250.000  |
| Neuseeland (RMNZ)            | Gold                                                                   | 5.000    |
| Schweden (IFPI)              | Gold                                                                   | 15.000   |
| Vereinigtes Königreich (BPI) | Gold                                                                   | 400.000  |
| Insgesamt                    | 5× Gold ·                                                              | 695.000  |

### Weitere Coverversionen
- 1989: London Symphony Orchestra: Rock Symphonies II (Instrumental)
- 1990: Wayne Wonder
- 1991: Chuck Loeb
- 1997: Tomoya Nagase feat. 3T
- 1997: Herman Brood
- 1998: Susanna Hoffs
- 1998: The Flying Pickets
- 2000: muSix
- 2002: Richard Clayderman
- 2002: Wiener Sängerknaben